# Soyouz 20
Soyouz 20 (russe : Союз 20, Union 20) était un vaisseau Soyouz non habité lancé par l'Union soviétique.
C'était un test de longue durée de la capsule Soyouz, qui s'est amarrée à la station spatiale Saliout 4. Soyouz 20 a effectué la vérification complète de l'amélioration des systèmes embarqués du vaisseau sous diverses conditions de vol. Il a également emporté une charge utile biologique. Les organismes vivants ont été exposés à trois mois dans l'espace.
Il a été récupéré le 16 février 1976.

## Équipage
Aucun

## Paramètres de la mission
- Masse : 6570 kg
- Périgée  : 177  km
- Apogée : 251 km
- Inclinaison : 51.6°
- Période : 89.1 minutes